# 新世纪福音战士 (1999年游戏)
《新世纪福音战士》是日本万代于1999年发行之任天堂64格斗游戏，改编自1995年的同名电视动画《新世纪福音战士》及其1997年的完结篇动画电影《新世纪福音战士剧场版》。玩家控制名为EVA的人型机甲，歼灭威胁人类生存的使徒。游戏注重再现原作，同时省略了原作的人物故事而注重战斗，它还具有其他新世纪福音战士衍生作品所没有的独特结局和故事线。
该游戏由万代与Human Entertainment的合资公司Bec开发，并由原作动画的制作公司GAINAX监修。尽管它在商业上取得了一定的成功，但所获评价褒贬不一。评论主要批评缺乏可玩性，依赖按键操作。也有认为它的图形和过场动画比任天堂64上的其他游戏质量更高，甚至从技术角度它是该游戏机最好的游戏之一。

## 玩法
本游戏是一款格斗游戏。故事情节以动画为蓝本，设定在2015年，谜之物体使徒登陆，威胁人类生存。NERV组织拟定作战任务，指派驾驶员操纵人型机甲EVA歼灭之。三名驾驶员碇真嗣、绫波丽和惣流·明日香·兰格雷分别驾驶EVA初号机、零号机和贰号机。
玩家扮演驾驶员控制EVA，通过近战和枪械射击歼灭敌方使徒，同时防止使徒对EVA造成伤害。还可以展开AT力场防御所有物理攻击，但是时间有限。战斗画面左下角显示EVA和驾驶员的同步率，它随着攻击的成功而增加，给予更大的攻击效果。画面也有显示驾驶员，其表情应事件而改变，与原版动画一样。另外，EVA需要通过脐带电缆提供电力，一旦失去连接，只能战斗5分钟。陷入危机时，还会进入暴走模式，攻击力大幅提升。
游戏设置有13个关卡（任务），每个关卡都基于原作动画的情节。过场片段展示了原作中的关键场景，帮助从未看过动画系列的玩家了解情节。前两个关卡基本是靠肉搏，后来的关卡能够使用枪械等武器。通关后，满足特定条件就会解锁隐藏模式：3D射击模式、双人对战模式和难度选项。

## 开发与发行
GAINAX制作的电视动画《新世纪福音战士》1995年在日本播出后大受欢迎，随之而来的是改编成电子游戏。任天堂64版《新世纪福音战士》即改编自同名动画系列及其1997年动画电影《新世纪福音战士剧场版》，是一款任天堂64平台格斗游戏，由日本玩具商万代旗下子公司Bec开发。Bec成立于1990年，是万代和Human Entertainment的合资公司，大部分员工来自Human的游戏设计学校。万代的鵜之澤伸担任执行制作人，磯貝健夫、武田康廣和佐藤裕紀担任制作人，其中武田康廣和佐藤裕紀来自原作动画的制作公司GAINAX。游戏设计者为五十嵐恒三和長山裕，長山裕也是主要的程序员，菊池康彦、大久保貴之和五十嵐恒三负责CG制作，音频则由榎木淳制作。配音由动画的原版配音员完成。
机器人动画的改编电子游戏往往只是单纯的动作游戏，但任天堂64版注重的是重现原作，根据游戏的结果，玩家甚至可以看到不同于动画的展开。但游戏也对原作进行改动以融入动作游戏，比如专注于使徒的战斗而省略了人物故事。此外，它还有一个不同于原作的独特结局。万代试图将系列中的大部分角色融入到游戏中，但游戏中的重要角色就几个，一些角色只能客串出演。EVA和使徒都是用3D模型制作的。由于任天堂64的ROM容量较小，动画效果和音响等受到限制，但它还是成功地营造出原作的氛围。游戏中使用了许多动画系列的音乐，再加上大量的语音对话让游戏的气氛更加浓厚。然而，游戏结尾并没有动画的片尾曲《Fly Me to the Moon》。
任天堂64版《新世纪福音战士》于1998年10月在东京电玩展上首次亮相，吸引了许多玩家，为展会最长队伍。该游戏于1999年6月25日在日本正式发行。角川书店还在1999年6月30日推出了游戏攻略书《新世纪福音战士完全指南―任天堂64版》，书中记载了游戏技巧以及每个使徒的说明。万代曾考虑在美国发行，但最终，该游戏并未在日本以外地区发行。

## 反响
据Fami通报道，到1999年底，任天堂64版《新世纪福音战士》售出超过38,000份。评论主要批评游戏缺乏可玩性，核心受众为原作粉丝。GameSpot的克里斯蒂安·纳特（Christian Nutt）认为，有限的互动性掩盖了其亮点，问题在于，它没有做游戏应该做的事情——提供引人入胜的游戏体验。《N64杂志》的撰稿人杰斯·比克汉姆（Jes Bickham）也有同样的看法，并对其质量表示失望。《Hyper》杂志的笔者尼克·奥谢（Nick O'Shea）将这款游戏描述为“互动动画”，对战时活动区域非常有限，通常只是简单的“按键捣鼓”。《GameFan》的评论员们认为它是一款粉丝向游戏，作为格斗游戏则是非常糟糕。
多位游戏评论员认为从技术角度来看，任天堂64版《新世纪福音战士》令人印象深刻。《Gamers' Republic》将其列为1999年最佳进口游戏之一，称赞万代捕捉到了原作的精髓，认为这是一款独特且珍贵的任天堂64游戏。作为动画再现游戏，游戏在容量限制下仍然很好地还原动画体验，纳特对此表示钦佩。部分评论认为只有原作粉丝才会喜欢该游戏。莱昂内尔·科恩（Lionel Coen）在《X64》中写道，对于那些对动画系列一无所知的人，该游戏的吸引力非常有限，动画粉丝则会很高兴看到该系列的场景转化至电子游戏中。《Superjuegos》的布鲁诺·索尔（Bruno Sol）也称赞游戏忠实地还原了动画系列和电影《新世纪福音战士剧场版》中的大部分事件。
一些评论者对游戏没有在日本境外发行感到遗憾。《Play》杂志甚至说，该游戏没有在日本境外发行“纯粹是疯了”，并将其列为最值得收藏的以及第10佳的动画改编游戏。HobbyConsolas的丹尼尔·克萨达（Daniel Quesada）认为，这是对该系列的成功改编，画面在当时非常细腻，忠实地再现了故事中的名场面，并且比其他新世纪福音战士改编游戏有趣。另一些评论则更为严苛，比如USgamer称游戏平庸，并建议该系列的粉丝们去玩《超级机器人大战V》。Kotaku的理查德·艾森贝斯（Richard Eisenbeis）批评按键交替连打操作和EVA缓慢的移动速度。布莱恩·克里明斯（Brian Crimmins）在电子游戏网站Hardcore Gaming 101撰文称，游戏的过场动画和图形令人印象深刻，而且这款游戏可能会让任天堂64在竞争对手面前占据优势。同时他批评游戏的动作缓慢、按键延迟以及改编处理，为了融入动作游戏而省略了原作的人物故事，完全忽视原作特有的沉重心理描写和令人不安的氛围。他将其描述为技术上的珍品以及动画改编游戏的案例。